# مطالعات فارسی
مطالعات فارسی (انگلیسی: Persian studies)، عبارت از مطالعهٔ زبان فارسی و، خصوصاً، ادبیات فارسی است. این رشته با ایران‌شناسی متفاوت است، که رشته‌ای گسترده‌تر، و موضوعی میان‌رشته‌ای‌ست، که بیش‌تر بر تاریخ ایران و فرهنگ ایرانی همهٔ مردمان ایرانی متمرکز است.